# پاویون کوالالامپور
پاویون کوالالامپور (انگلیسی: Pavilion Kuala Lumpur) ساختمان اداری ۲۰ طبقه مستقر در شهر کوالا لامپور، مالزی است، که در سال ۲۰۰۷ احداث گردید.